# Mercanti di dubbi
Mercanti di Dubbi: Come un manipolo di scienziati ha oscurato la verità, dal fumo al riscaldamento globale, in inglese Merchants of Doubt, è un libro di saggistica del 2010 scritto dagli storici della scienza statunitensi Naomi Oreskes ed Erik M. Conway. Individua parallelismi tra la controversia sul riscaldamento globale e le precedenti controversie sul fumo di tabacco, le piogge acide, il DDT e il buco nell'ozono. Oreskes e Conway scrivono che in ogni caso «mantenere viva la controversia» diffondendo dubbi e confusione dopo che era stato raggiunto un consenso scientifico era la strategia di base di coloro che si opponevano all'azione. In particolare, dimostrano che Fred Seitz, Fred Singer e alcuni altri scienziati contrari hanno unito le forze con think tank conservatori e aziende private per sfidare il consenso scientifico su molte questioni contemporanee.
Alcuni dei protagonisti sono stati critici nei confronti del libro ma la maggior parte dei recensori lo ha accolto positivamente. Ne è stato tratto un film, Mercanti di dubbi - L'industria del dubbio, diretto da Robert Kenner, uscito nel 2014.

## Temi

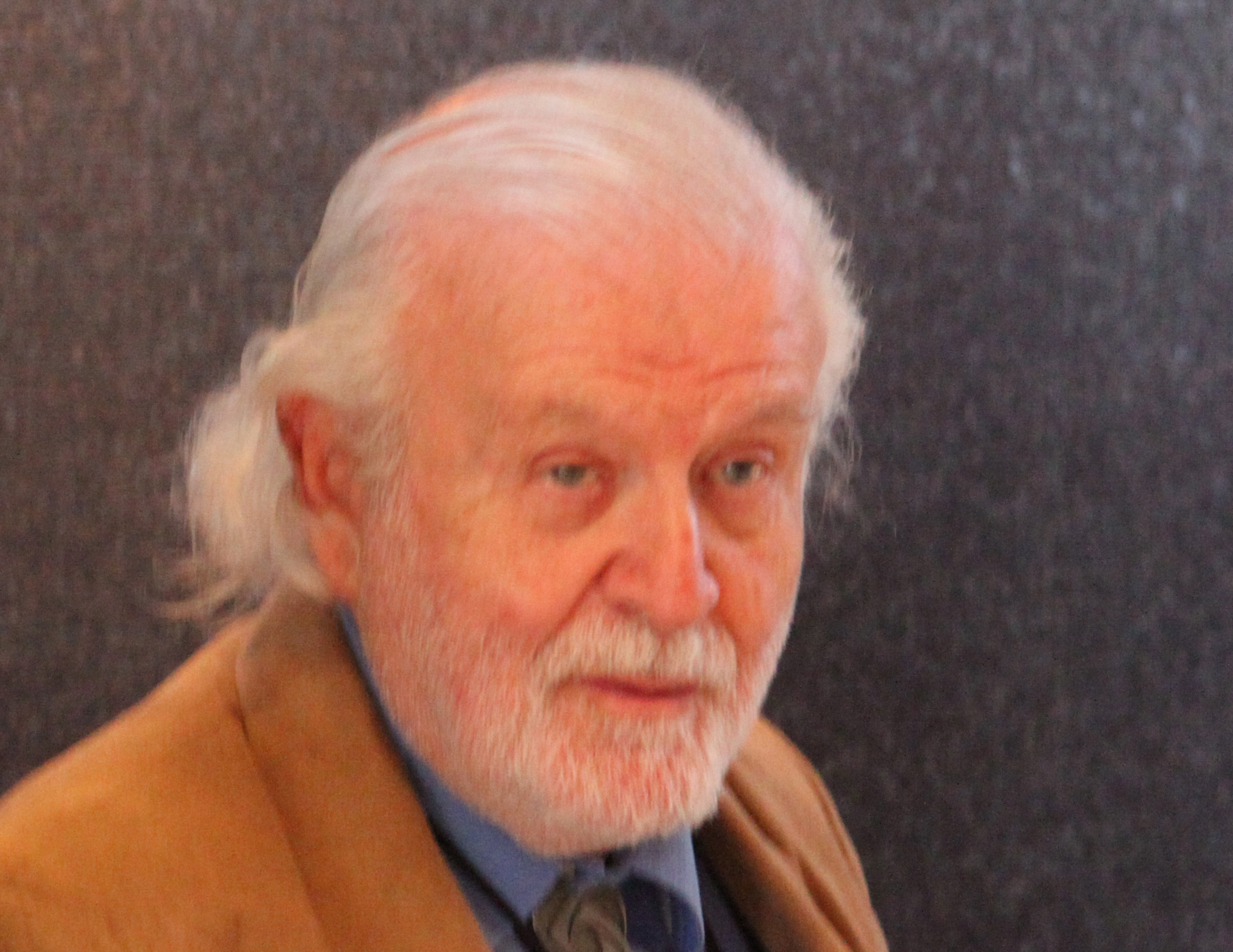
Fred Singer (2011), un oppositore di spicco della regolamentazione dei gas serra

Oreskes e Conway scrivono che una manciata di scienziati politicamente conservatori, con forti legami con alcune industrie, hanno «svolto un ruolo sproporzionato nei dibattiti su questioni controverse». Gli autori scrivono che ciò ha portato ad un «offuscamento deliberato» delle questioni che ha avuto un'influenza sull'opinione pubblica e sull'elaborazione di leggi specifiche.
Il libro critica i cosiddetti mercanti di dubbi, alcuni importanti esponenti scientifici prevalentemente statunitensi, tra cui soprattutto Robert Jastrow, Bill Nierenberg, Fred Seitz e Fred Singer. Tutti e tre sono fisici: Singer era un ricercatore spaziale e satellitare, mentre Nierenberg e Seitz hanno lavorato alla costruzione della bomba atomica. Si sono impegnati attivamente su temi quali le piogge acide, il fumo di tabacco, il riscaldamento globale e i pesticidi. Il libro afferma che questi scienziati hanno sfidato e smorzato il consenso scientifico in vari campi, come quello dei pericoli del fumo, degli effetti delle piogge acide, dell'esistenza del buco nell'ozono e dell'esistenza del cambiamento climatico antropogenico. Seitz e Singer hanno collaborato con istituzioni conservatrici quali la Heritage Foundation, l'Hertland Institute, il Competitive Enterprise Institute e l'istituto George C. Marshall negli Stati Uniti. Queste organizzazioni si sono opposte a molte forme di intervento statale o di regolamentazione dei cittadini statunitensi. Il libro elenca tattiche simili in ogni caso: «screditare la scienza, disseminare informazioni false, diffondere confusione e promuovere il dubbio». Queste organizzazioni sono finanziate da aziende come Philip Morris (detentrice del marchio Marlboro) per il tabacco e ExxonMobil (proprietaria del marchio Esso) per le tematiche ambientali.
Il libro afferma che Seitz, Singer, Nierenberg e Jastrow erano tutti fortemente anticomunisti e consideravano la regolamentazione governativa come un primo passo verso il socialismo e il comunismo. Gli autori sostengono che, con il crollo dell'Unione Sovietica, essi cercarono un'altra grande minaccia al capitalismo di libero mercato e la trovarono nell'ambientalismo. Temevano che una reazione eccessiva ai problemi ambientali avrebbe portato ad un intervento pesante del governo nel mercato e ad un'intrusione nella vita delle persone. Oreskes e Conway affermano che più lungo è il ritardo, più gravi diventano questi problemi e più diventa probabile che i governi siano costretti ad adottare le misure drastiche che i conservatori e i fondamentalisti del mercato temono maggiormente. Essi affermano che Seitz, Singer, Nierenberg e Jastrow hanno negato le prove scientifiche, hanno contribuito ad una strategia dilatoria e hanno così contribuito a creare la situazione che più temevano. Gli autori nutrono forti dubbi sulla capacità dei media di distinguere tra la falsa verità e la scienza effettiva in questione; tuttavia, non arrivano ad approvare la censura in nome della scienza. Secondo gli autori, la prassi giornalistica di una presentazione equilibrata è stata minata per amplificare i messaggi fuorvianti dei contrari attraverso un falso equilibrio dei punti di vista. Oreskes e Conway affermano: «poche persone possono avere grandi impatti negativi, soprattutto se sono organizzate, determinate e hanno accesso al potere».
Nel libro si parla anche dell'attacco revisionista nei confronti di Rachel Carson che nel 1962, con il saggio Primavera silenziosa, ha denunciato la tossicità e la persistenza dei insetticidi, tra cui il DDT. Questo saggio ha portato il tema all'attenzione del pubblico e ha contribuito al bando del DDT negli stati uniti nel 1972 da parte dell'Environmental Protection Agency (EPA). Nel 2007 l'American Enterprise Institute e altri gruppi conservatori affermano che il bando del DDT ha causato milioni di morti per malaria nel mondo e che Carson era isterica. Questi attacchi revisionisti hanno lo scopo di seminare sfiducia nella scienza, nel movimento ambientalista e nell'EPA in modo da opporsi a future regolamentazioni del libero mercato.
La conclusione principale del libro è che ci sarebbero stati maggiori progressi nell'elaborazione di leggi se non fosse stato per l'influenza di "esperti" contrari, che hanno cercato per ragioni ideologiche di minare la fiducia nella base scientifica della regolamentazione. Conclusioni simili erano già state tratte, tra gli altri, su Frederick Seitz e William Nierenberg nel libro del 2010 Requiem for a Species dell'accademico australiano Clive Hamilton.
Il libro conclude con un invito ai giornalisti a «valutare cosa è scienza e cosa è spazzatura»; e di non dare lo stesso peso alle opinioni di una manciata di scienziati contrari e quelle del resto comunità scientifica. Gli esempi documentati nel libro sono utili per capire i meccanismi di diffusione di dubbi e insicurezze e di promozione dell'inazione; comprenderli è il primo passo per prevenire che vengano utilizzati nuovamente. Questi meccanismi negazionisti sono fondati su un'ideologia neoliberista che vuole difendere il libero mercato a qualunque costo. La regolamentazione del mercato è invece necessaria per proteggere i lavoratori, l'ambiente, la libera competizione ed evitare i monopoli.

## Accoglienza
La maggior parte dei recensori ha accolto Mercanti di dubbi con entusiasmo.
Philip Kitcher su Science afferma che Naomi Oreskes ed Erik Conway sono «due storici eccezionali». Definisce Mercanti di dubbi uno «studio affascinante e importante». Kitcher afferma che le accuse apparentemente dure contro Nierenberg, Seitz e Singer sono «giustificate attraverso una potente analisi delle modalità con cui importanti scienziati del clima, come Roger Revelle e Ben Santer, sono stati sfruttati o crudelmente attaccati dalla stampa».
In The Christian Science Monitor, Will Buchanan afferma che Mercanti di dubbi è un libro ampiamente documentato, e potrebbe essere uno dei libri più importanti del 2010. Oreskes e Conway dimostrano che i mercanti di dubbi non sono «scienziati obiettivi» secondo l'accezione comune del termine. Si tratta invece di «mercenari che parlano di scienza» assoldati dalle aziende per elaborare dati che dimostrino che i prodotti delle aziende stesse sono sicuri e utili. Buchanan dice che sono venditori, non scienziati.
Bud Ward ha pubblicato una recensione del libro sul The Yale Forum on Climate and the Media. Ha scritto che Oreskes e Conway utilizzano una combinazione di ricerca accademica approfondita unita ad una scrittura che ricorda il miglior giornalismo investigativo, per «svelare i profondi legami comuni con le trascorse controversie sull'ambiente e sulla salute pubblica». Parlando di climatologia, gli autori lasciano «pochi dubbi sul loro disprezzo per quello che considerano un uso improprio e abuso della scienza da parte di una piccola congrega di scienziati che ritengono privi delle competenze richieste in climatologia».
Phil England scrive su The Ecologist che il punto di forza del libro risiede nel rigore della ricerca e nell'attenzione dettagliata rivolta agli eventi chiave. Ha affermato, tuttavia, che il capitolo sul riscaldamento globale è lungo solamente 50 pagine e consiglia altri libri ai lettori che desiderano avere un quadro più ampio su questo ambito: Climate Cover-Up di Jim Hoggan, Heat: How to Stop the Planet Burning di George Monbiot e The Heat is On e Boiling Point di Ross Gelbspan. England ha anche detto che c’è poca copertura mediatica sui milioni di dollari che la compagnia petrolifera ExxonMobil ha investito nel finanziamento di gruppi attivamente coinvolti nella promozione del dubbio e della negazione del riscaldamento globale.
Una recensione su The Economist definisce questo un libro potente, che espone le scelte politiche coinvolte e il grado con cui alcuni scienziati hanno talvolta creato ed esagerato le incertezze ambientali, ma ritiene che gli autori non riescano a spiegare del tutto come l’azione ambientale si sia spesso dimostrata possibile nonostante i fattori contrastanti.
Robert N. Proctor, che ha coniato il termine agnotology, agnotologia in italiano, per descrivere lo studio dell'ignoranza o del dubbio indotti culturalmente, ha scritto su American Scientist che Mercanti di dubbi è un libro dettagliato e scritto in modo magistrale. Lo ha inserito nel gruppo di libri che trattano la «storia dell'ignoranza prefabbricata»: Doubt is their Product (2008) di David Michaels, The Republican War on Science (2009) di Chris Mooney, Deceit and Denial (2002) di David Rosner e Gerald Markowitz, e il suo libro Cancer Wars (1995).
Robin McKie su The Guardian afferma che Oreskes e Conway meritano notevoli elogi per aver denunciato l'influenza di un piccolo gruppo di ideologi della Guerra fredda. La loro tattica di diffondere dubbi ha confuso l'opinione pubblica su una serie di questioni scientifiche chiave, come il riscaldamento globale, nonostante gli scienziati siano diventati più sicuri dei risultati delle loro ricerche. McKie afferma che Mercanti di dubbi include note dettagliate su tutte le fonti utilizzate, è dosato con attenzione ed è «il mio candidato per il miglior libro scientifico dell'anno».
La recensione del sociologo Reiner Grundmann sulla rivista BioSocieties riconosce che il libro è ben documentato e basato sui fatti, ma critica il libro in quanto scritto in modo netto, mentre gli storici dovrebbero fornire una descrizione più articolata. Il libro descrive gli interessi particolari degli oppositori che ingannano l'opinione pubblica come i principali responsabili nell'interrompere l'azione politica. Secondo lui ciò dimostra una mancanza di comprensione del processo politico e dei meccanismi della conoscenza in politica, perché gli autori presuppongono che gli interventi della politica derivino dalla comprensione della scienza. Sebbene il libro fornisca «tutti gli elementi distintivi (formali) della scienza», Grundmann lo vede più come un attacco appassionato e un libro problematico che un lavoro accademico.

## Autori

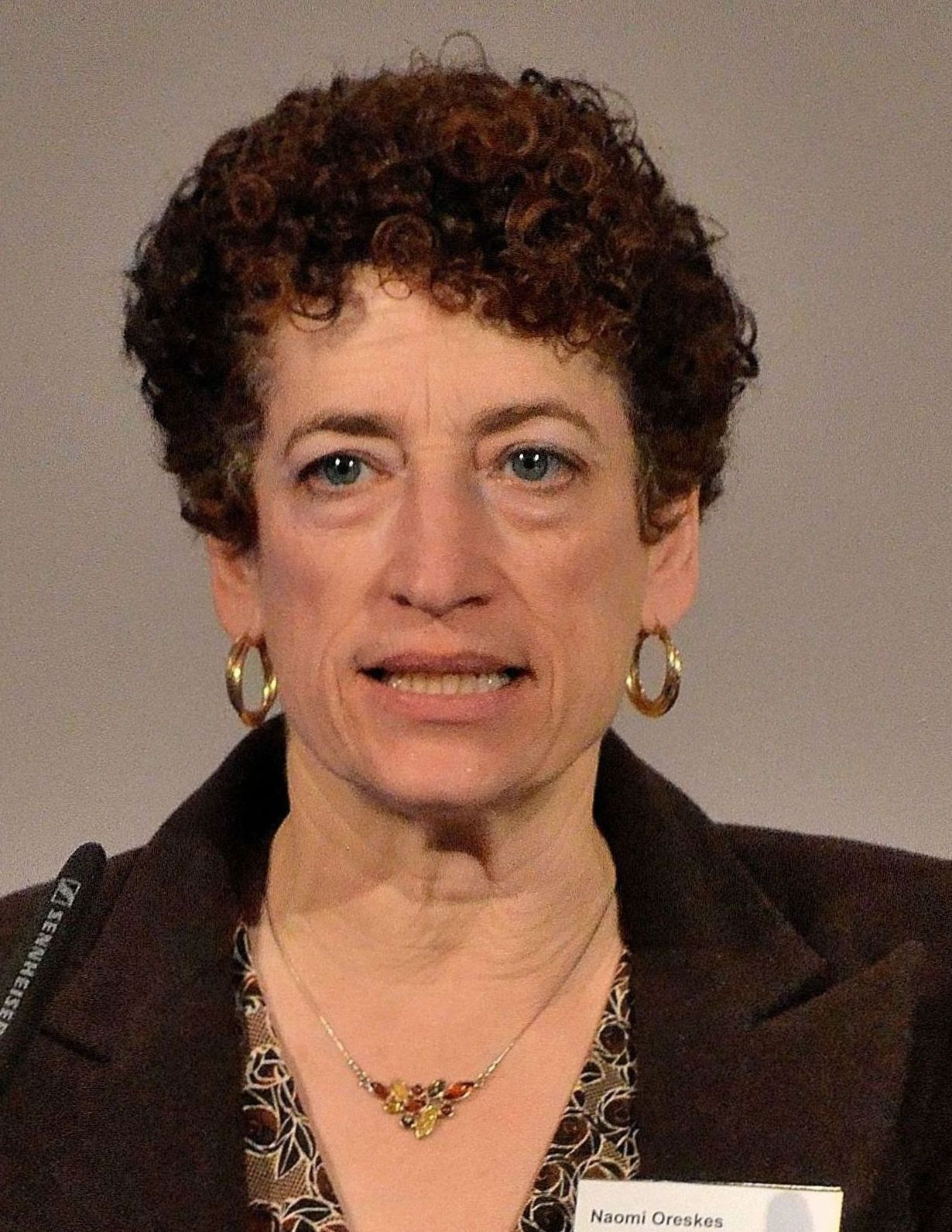
Naomi Oreskes (2015), coautrice di Mercanti di Dubbi

Naomi Oreskes (1958) è professoressa di storia e studi scientifici presso l'Università di Harvard. Ha conseguito una laurea in scienze geologiche e un dottorato di ricerca in ricerche geologiche e storia della scienza. Il suo lavoro è giunto all'attenzione del pubblico nel 2004 con la pubblicazione dell'articolo: The Scientific Consensus on Climate Change (Il consenso scientifico sul cambiamento climatico), sulla rivista Science, in cui ha scritto che non vi era alcun disaccordo significativo nella comunità scientifica sulla realtà del riscaldamento globale dovuto a cause umane.
Erik Meade Conway (1965) è lo storico del Jet Propulsion Laboratory della NASA presso il California Institute of Technology di Pasadena.
Nel 2025 l'autrice Oreskes in un'intervista ha dichiarato che a quindici anni di distanza dalla pubblicazione del libro la negazione del cambiamento climatico è ancora presente, soprattutto online e sui social media. I protagonisti del libro sono deceduti ma aziende e think tank conservatori, come l'Heritage Foundation, continuano a diffondere disinformazione per difendere il libero mercato invocando la libertà di scegliere di fumare e di guidare un'automobile con motore a combustione interna. Anche se l'IPCC definisce inequivocalibile il cambiamento climatico e la scienza ha chiarito ogni dubbio in merito; allo stesso tempo il negazionismo climatico e la spinta alla deregolamentazione sono in crescita, come dimostra il fatto che il presidente degli USA, Trump, sia un negazionista climatico.

## Edizioni
- Naomi Oreskes e Erik M. Conway, Mercanti di dubbi, 2019  [2010], ISBN 978-88-6627-267-0.
- Naomi Oreskes e Erik M. Conway, Mercanti di dubbi, edizione aggiornata, marzo 2025, ISBN 978-88-6627-416-2.

### Altri libri sullo stesso tema
- Triumph of Doubt (Il trionfo del dubbio) (2020) di David Michaels
- Climate Change Denial: Heads in the Sand (Negazione del cambiamento climatico: testa nella sabbia) (2011) di Haydn Washington e John Cook
- Climate Cover-Up: The Crusade to Deny Global Warming (Occultamento climatico: la crociata per negare il riscaldamento globale) (2009) di James Hoggan e Richard Littlemore
- Doubt Is Their Product: How Industry's Assault on Science Threatens Your Health (Il dubbio è il loro prodotto: come l'assalto dell'industria alla scienza minaccia la tua salute) (2008) di David Michaels